# Francesco Ventola
Francesco Ventola (Canosa di Puglia, 12 maggio 1971) è un politico italiano, sindaco di Canosa di Puglia dal 2002 al 2012, presidente della Provincia di Barletta-Andria-Trani dall'8 giugno 2009 al 14 ottobre 2014 ed europarlamentare dal 2024.
È stato anche consigliere regionale in Puglia dal 2015 al 2024, rivestendo il ruolo di capogruppo di Fratelli d'Italia dal 2022 al 2024, quando viene eletto al Parlamento europeo.

## Biografia

### Carriera politica
Nel 1996, a 26 anni, divenne primo eletto nel consiglio comunale del suo paese, diventando nel 1997 assessore. Nel 2000 ricoprì la carica di capogruppo di Forza Italia nel rinnovato consiglio comunale di Canosa. Nel 2002 viene eletto poi sindaco (al ballottaggio), venendo riconfermato nel 2007 con ampia percentuale di preferenze (70,1% al primo turno). Lo stesso anno ha assunto la presidenza regionale dell'AGES (Agenzia Autonoma per la Gestione dell’Albo dei Segretari comunali e provinciali). Nel 2004 diviene Vicepresidente della sezione pugliese dell'ANCI.
In occasione delle elezioni amministrative del 2009 fu eletto primo presidente della Provincia di Barletta-Andria-Trani in rappresentanza della coalizione di centro-destra.
Francesco Ventola, dal 2003 al 2009, ha lavorato per emanare un nuovo Piano regolatore detto Pug del comune di Canosa di Puglia.
Una volta concluso il suo mandato da Presidente di provincia, tra maggio e giugno 2015 viene eletto consigliere di opposizione alla Regione Puglia nelle file della lista Oltre con Fitto con 8130 preferenze raccolte nella Circoscrizione Barletta-Andria-Trani, in appoggio al candidato governatore Francesco Schittulli.
Si candida alle elezioni regionali in Puglia del 2020 nella lista Fratelli d'Italia, risultando nuovamente eletto consigliere regionale con 9.248 preferenze raccolte nella Circoscrizione di Barletta-Andria-Trani.
In seguito alle Elezioni politiche in Italia del 2022, ed all'elezione al Senato di Ignazio Zullo, diviene, dal 18 ottobre 2022, presidente del gruppo regionale di Fratelli d'Italia.
Nel maggio del 2024, in occasione delle elezioni europee, viene candidato nella lista di Fratelli d'Italia per la circoscrizione meridionale. Viene eletto con oltre 89.000 preferenze.
Il 23 luglio dello stesso anno, viene eletto fra i vice-presidenti della Commissione per lo sviluppo regionale del Parlamento europeo.

#### Controversie giudiziarie
Il 22 dicembre 2008, Francesco Ventola è stato condannato in primo grado dal Tribunale di Trani ad otto mesi di reclusione, assieme ad altri quattro assessori, per abuso d'ufficio, in seguito alla concessione gratuita di infrastrutture comunali nel periodo 2002-2004.
Il verdetto è stato poi ribaltato in sede di Appello a Bari il 15 ottobre 2010, con assoluzione piena per tutti gli imputati in quanto "il fatto non sussiste".